# Graziano Mancinelli
Graziano Mancinelli (ur. 18 lutego 1937 w Mediolanie, zm. 8 października 1992 w Concesio) – włoski jeździec sportowy. Trzykrotny medalista olimpijski.
Startował w konkurencji skoków przez przeszkody. Pięciokrotnie, od 1964 do 1984, brał udział w igrzyskach olimpijskich. Największy sukces odniósł w Monachium, zdobywając złoty medal olimpijski w konkursie indywidualnym oraz brąz w drużynie. Brązowym medalistą w drużynie był także osiem lat wcześniej, w Tokio. W 1970 zajął drugie miejsce na mistrzostwach świata, był także mistrzem Europy (1963). Sześć razy zostawał mistrzem Włoch.

## Starty olimpijskie (medale)
Tokio 1964
- konkurs drużynowy (na koniu Rockette) – brąz

Monachium 1972
- konkurs indywidualny (Ambassador) – złoto
- konkurs drużynowy (Ambassador) – brąz